# Europamästerskapet i basket för herrar 1959
Europamästerskapet i basket för herrar 1959 spelades i Istanbul, Turkiet och var den elfte EM-basketturneringen som avgjordes för herrar. Turneringen spelades mellan den 21 och 31 maj 1959 och totalt deltog 17 lag i turneringen där Sovjetunionen blev Europamästare före Tjeckoslovakien och Frankrike, det var Sovjetunionens femte EM-guld.

## Kvalificerade länder
| - Turkiet (som arrangör) - Belgien - Bulgarien - Finland - Frankrike - Iran | - Israel - Italien - Jugoslavien - Polen - Rumänien | - Sovjetunionen - Spanien - Tjeckoslovakien - Ungern - Österrike - Östtyskland |

## Gruppspelet

### Spelsystem
De 17 lagen som var med i EM spelade i tre grupper med fyra lag och en med fem, alla lagen mötte varandra en gång i sin grupp. Därefter gick sen de två bästa i varje grupp vidare till slutspel där lagen var indelade i två grupper med fyra lag i varje där lagen mötte varandra en gång. Därifrån gick de två bästa till spel om medaljer, medan de två sämsta spelade om plats fem till åtta. De övriga nio lagen var indelade i tre grupper med tre lag i varje, där gruppettorna spelade om plats nio till elva, grupptvåorna spelade om plats 12-14 och grupptreorna spelade om plats 15-17. Seger i en match gav två poäng och förlust gav en poäng.

## Första gruppspelet
|  | Laget till spel om plats 1-8  |
|  | Laget till spel om plats 9-17 |

### Grupp A
| Plats | Nation          | Spelade | Vinster | Förluster | Mål       | Målskillnad | Poäng |
| ----- | --------------- | ------- | ------- | --------- | --------- | ----------- | ----- |
| 1     | Tjeckoslovakien | 3       | 3       | 0         | 260 – 160 | +100        | 6     |
| 2     | Polen           | 3       | 2       | 1         | 184 – 197 | -13         | 5     |
| 3     | Spanien         | 3       | 1       | 2         | 177 – 189 | -12         | 4     |
| 4     | Finland         | 3       | 0       | 3         | 147 – 222 | -75         | 3     |

| Torsdag 21 maj 1959 kl 11:30 (CET) | Finland | 57 – 72 (29-39) rapport | Polen | Istanbul |
| Torsdag 21 maj 1959 kl 11:30 (CET) |         |                         |       | Istanbul |

| Fredag 22 maj 1959 kl 18:00 (CET) | Tjeckoslovakien | 85 – 62 (40-27) rapport | Spanien | Istanbul |
| Fredag 22 maj 1959 kl 18:00 (CET) |                 |                         |         | Istanbul |

| Lördag 23 maj 1959 kl 18:00 (CET) | Spanien | 57 – 43 (27-22) rapport | Finland | Istanbul |
| Lördag 23 maj 1959 kl 18:00 (CET) |         |                         |         | Istanbul |

| Söndag 24 maj 1959 kl 18:00 (CET) | Tjeckoslovakien | 82 – 51 (42-15) rapport | Polen | Istanbul |
| Söndag 24 maj 1959 kl 18:00 (CET) |                 |                         |       | Istanbul |

| Måndag 25 maj 1959 kl 10:00 (CET) | Tjeckoslovakien | 93 – 47 (49-23) rapport | Finland | Istanbul |
| Måndag 25 maj 1959 kl 10:00 (CET) |                 |                         |         | Istanbul |

| Måndag 25 maj 1959 kl 16:30 (CET) | Polen | 61 – 58 (28-28) (Förlängning: 6-3) rapport | Spanien | Istanbul |
| Måndag 25 maj 1959 kl 16:30 (CET) |       |                                            |         | Istanbul |

### Grupp B
| Plats | Nation      | Spelade | Vinster | Förluster | Mål       | Målskillnad | Poäng |
| --- | ----------- | ------- | ------- | --------- | --------- | ----------- | ----- |
| 1 | Bulgarien   | 3       | 2       | 1         | 219 – 208 | +11         | 5     |
| 2 | Belgien     | 3       | 2       | 1         | 196 – 187 | +9          | 5     |
| 3 | Jugoslavien | 3       | 2       | 1         | 202 – 202 | ±0          | 5     |
| 4 | Turkiet     | 3       | 0       | 3         | 173 – 193 | -20         | 3     |
| Inbördes möten avgör placering när tre lag hamnar på samma poäng Bulgarien besegrade Jugoslavien med 80-72 (+8 poäng), Belgien besegrade Bulgarien med 79-77 (+2 poäng) och Jugoslavien besegrade Belgien med 60-56 (+4 poäng), vilket gjorde att Bulgarien fick +6, Belgien -2 och Jugoslavien -4 i inbördes möten |             |         |         |           |           |             |       |

| Torsdag 21 maj 1959 kl 21:30 (CET) | Belgien | 61 – 50 (22-28) rapport | Turkiet | Istanbul |
| Torsdag 21 maj 1959 kl 21:30 (CET) |         |                         |         | Istanbul |

| Fredag 22 maj 1959 kl 19:30 (CET) | Bulgarien | 80 – 72 (42-35) rapport | Jugoslavien | Istanbul |
| Fredag 22 maj 1959 kl 19:30 (CET) |           |                         |             | Istanbul |

| Lördag 23 maj 1959 kl 21:00 (CET) | Turkiet | 66 – 70 (30-30) rapport | Jugoslavien | Istanbul |
| Lördag 23 maj 1959 kl 21:00 (CET) |         |                         |             | Istanbul |

| Söndag 24 maj 1959 kl 16:30 (CET) | Bulgarien | 77 – 79 (39-46) rapport | Belgien | Istanbul |
| Söndag 24 maj 1959 kl 16:30 (CET) |           |                         |         | Istanbul |

| Måndag 25 maj 1959 kl 18:00 (CET) | Jugoslavien | 60 – 56 (34-21) rapport | Belgien | Istanbul |
| Måndag 25 maj 1959 kl 18:00 (CET) |             |                         |         | Istanbul |

| Måndag 25 maj 1959 kl 19:30 (CET) | Bulgarien | 62 – 57 (32-23) rapport | Turkiet | Istanbul |
| Måndag 25 maj 1959 kl 19:30 (CET) |           |                         |         | Istanbul |

### Grupp C
| Plats | Nation      | Spelade | Vinster | Förluster | Mål       | Målskillnad | Poäng |
| ----- | ----------- | ------- | ------- | --------- | --------- | ----------- | ----- |
| 1     | Sovjet      | 4       | 4       | 0         | 316 – 173 | +143        | 8     |
| 2     | Frankrike   | 4       | 3       | 1         | 252 – 228 | +24         | 7     |
| 3     | Italien     | 4       | 2       | 2         | 250 – 233 | +17         | 6     |
| 4     | Israel      | 4       | 1       | 3         | 248 – 308 | -60         | 5     |
| 5     | Östtyskland | 4       | 0       | 4         | 204 – 328 | -124        | 4     |

| Torsdag 21 maj 1959 kl 18:00 (CET) | Italien | 74 – 59 (30-30) rapport | Israel | Istanbul |
| Torsdag 21 maj 1959 kl 18:00 (CET) |         |                         |        | Istanbul |

| Torsdag 21 maj 1959 kl 20:30 (CET) | Sovjet | 80 – 48 (42-23) rapport | Frankrike | Istanbul |
| Torsdag 21 maj 1959 kl 20:30 (CET) |        |                         |           | Istanbul |

| Fredag 22 maj 1959 kl 10:00 (CET) | Östtyskland | 37 – 87 (20-43) rapport | Sovjet | Istanbul |
| Fredag 22 maj 1959 kl 10:00 (CET) |             |                         |        | Istanbul |

| Fredag 22 maj 1959 kl 21:00 (CET) | Frankrike | 77 – 66 (29-31) rapport | Israel | Istanbul |
| Fredag 22 maj 1959 kl 21:00 (CET) |           |                         |        | Istanbul |

| Lördag 23 maj 1959 kl 10:00 (CET) | Israel | 79 – 67 (44-37) rapport | Östtyskland | Istanbul |
| Lördag 23 maj 1959 kl 10:00 (CET) |        |                         |             | Istanbul |

| Lördag 23 maj 1959 kl 19:30 (CET) | Frankrike | 50 – 47 (22-24) rapport | Italien | Istanbul |
| Lördag 23 maj 1959 kl 19:30 (CET) |           |                         |         | Istanbul |

| Söndag 24 maj 1959 kl 11:30 (CET) | Italien | 85 – 65 (37-33) rapport | Östtyskland | Istanbul |
| Söndag 24 maj 1959 kl 11:30 (CET) |         |                         |             | Istanbul |

| Söndag 24 maj 1959 kl 19:30 (CET) | Sovjet | 90 – 44 (44-25) rapport | Israel | Istanbul |
| Söndag 24 maj 1959 kl 19:30 (CET) |        |                         |        | Istanbul |

| Måndag 25 maj 1959 kl 11:30 (CET) | Frankrike | 77 – 35 (39-16) rapport | Östtyskland | Istanbul |
| Måndag 25 maj 1959 kl 11:30 (CET) |           |                         |             | Istanbul |

| Måndag 25 maj 1959 kl 21:00 (CET) | Sovjet | 59 – 44 (26-15) rapport | Italien | Istanbul |
| Måndag 25 maj 1959 kl 21:00 (CET) |        |                         |         | Istanbul |

### Grupp D
| Plats | Nation    | Spelade | Vinster | Förluster | Mål       | Målskillnad | Poäng |
| ----- | --------- | ------- | ------- | --------- | --------- | ----------- | ----- |
| 1     | Rumänien  | 3       | 3       | 0         | 210 – 149 | +61         | 6     |
| 2     | Ungern    | 3       | 2       | 1         | 254 – 153 | +101        | 5     |
| 3     | Iran      | 3       | 1       | 2         | 145 – 216 | -71         | 4     |
| 4     | Österrike | 3       | 0       | 3         | 133 – 224 | -91         | 3     |

| Torsdag 21 maj 1959 kl 10:00 (CET) | Ungern | 109 – 48 (50-23) rapport | Iran | Istanbul |
| Torsdag 21 maj 1959 kl 10:00 (CET) |        |                          |      | Istanbul |

| Fredag 22 maj 1959 kl 11:30 (CET) | Rumänien | 83 – 48 (33-21) rapport | Österrike | Istanbul |
| Fredag 22 maj 1959 kl 11:30 (CET) |          |                         |           | Istanbul |

| Lördag 23 maj 1959 kl 11:30 (CET) | Österrike | 43 – 92 (23-36) rapport | Ungern | Istanbul |
| Lördag 23 maj 1959 kl 11:30 (CET) |           |                         |        | Istanbul |

| Lördag 23 maj 1959 kl 16:30 (CET) | Iran | 48 – 65 (19-31) rapport | Rumänien | Istanbul |
| Lördag 23 maj 1959 kl 16:30 (CET) |      |                         |          | Istanbul |

| Söndag 24 maj 1959 kl 10:00 (CET) | Österrike | 42 – 49 (26-18) rapport | Iran | Istanbul |
| Söndag 24 maj 1959 kl 10:00 (CET) |           |                         |      | Istanbul |

| Söndag 24 maj 1959 kl 21:00 (CET) | Rumänien | 62 – 53 (28-25) rapport | Ungern | Istanbul |
| Söndag 24 maj 1959 kl 21:00 (CET) |          |                         |        | Istanbul |

## Andra gruppspelet
|  | Laget spelade om plats 9-11  |
|  | Laget spelade om plats 12-14 |
|  | Laget spelade om plats 15-17 |

### Grupp G
| Plats | Nation      | Spelade | Vinster | Förluster | Mål       | Målskillnad | Poäng |
| ----- | ----------- | ------- | ------- | --------- | --------- | ----------- | ----- |
| 1     | Jugoslavien | 2       | 2       | 0         | 175 – 119 | +56         | 4     |
| 2     | Östtyskland | 2       | 1       | 1         | 122 – 145 | -23         | 3     |
| 3     | Österrike   | 2       | 0       | 2         | 108 – 141 | -33         | 2     |

| Tisdag 26 maj 1959 kl 20:00 (CET) | Jugoslavien | 80 – 58 (32-29) rapport | Österrike | Istanbul |
| Tisdag 26 maj 1959 kl 20:00 (CET) |             |                         |           | Istanbul |

| Onsdag 27 maj 1959 kl 08:30 (CET) | Östtyskland | 61 – 95 (25-43) rapport | Jugoslavien | Istanbul |
| Onsdag 27 maj 1959 kl 08:30 (CET) |             |                         |             | Istanbul |

| Torsdag 28 maj 1959 kl 08:30 (CET) | Östtyskland | 61 – 50 (33-25) rapport | Österrike | Istanbul |
| Torsdag 28 maj 1959 kl 08:30 (CET) |             |                         |           | Istanbul |

### Grupp H
| Plats | Nation  | Spelade | Vinster | Förluster | Mål       | Målskillnad | Poäng |
| ----- | ------- | ------- | ------- | --------- | --------- | ----------- | ----- |
| 1     | Italien | 2       | 2       | 0         | 138 – 100 | +38         | 4     |
| 2     | Turkiet | 2       | 1       | 1         | 108 – 123 | -15         | 3     |
| 3     | Spanien | 2       | 0       | 2         | 95 – 118  | -23         | 2     |

| Tisdag 26 maj 1959 kl 19:30 (CET) | Turkiet | 53 – 50 (25-21) rapport | Spanien | Istanbul |
| Tisdag 26 maj 1959 kl 19:30 (CET) |         |                         |         | Istanbul |

| Onsdag 27 maj 1959 kl 17:30 (CET) | Turkiet | 55 – 73 (25-39) rapport | Italien | Istanbul |
| Onsdag 27 maj 1959 kl 17:30 (CET) |         |                         |         | Istanbul |

| Torsdag 28 maj 1959 kl 11:30 (CET) | Italien | 65 – 45 (25-19) rapport | Spanien | Istanbul |
| Torsdag 28 maj 1959 kl 11:30 (CET) |         |                         |         | Istanbul |

### Grupp I
| Plats | Nation  | Spelade | Vinster | Förluster | Mål      | Målskillnad | Poäng |
| ----- | ------- | ------- | ------- | --------- | -------- | ----------- | ----- |
| 1     | Israel  | 2       | 2       | 0         | 124 – 98 | +26         | 4     |
| 2     | Finland | 2       | 1       | 1         | 124 – 93 | +31         | 3     |
| 3     | Iran    | 2       | 0       | 2         | 80 – 137 | -57         | 2     |

| Tisdag 26 maj 1959 kl 21:00 (CET) | Israel | 56 – 55 (26-29) rapport | Finland | Istanbul |
| Tisdag 26 maj 1959 kl 21:00 (CET) |        |                         |         | Istanbul |

| Onsdag 27 maj 1959 kl 11:30 (CET) | Iran | 37 – 69 (19-32) rapport | Finland | Istanbul |
| Onsdag 27 maj 1959 kl 11:30 (CET) |      |                         |         | Istanbul |

| Torsdag 28 maj 1959 kl 10:00 (CET) | Israel | 68 – 43 (35-11) rapport | Iran | Istanbul |
| Torsdag 28 maj 1959 kl 10:00 (CET) |        |                         |      | Istanbul |

### Spel om plats 15-17
| Plats | Nation    | Spelade | Vinster | Förluster | Mål      | Målskillnad | Poäng |
| ----- | --------- | ------- | ------- | --------- | -------- | ----------- | ----- |
| 1     | Spanien   | 2       | 2       | 0         | 135 – 75 | +60         | 4     |
| 2     | Österrike | 2       | 1       | 1         | 93 – 113 | -20         | 3     |
| 3     | Iran      | 2       | 0       | 2         | 91 – 131 | -40         | 2     |

| Fredag 29 maj 1959 kl 08:30 (CET) | Spanien | 64 – 33 (32-14) rapport | Österrike | Istanbul |
| Fredag 29 maj 1959 kl 08:30 (CET) |         |                         |           | Istanbul |

| Lördag 30 maj 1959 kl 08:30 (CET) | Österrike | 60 – 49 (34-27) rapport | Iran | Istanbul |
| Lördag 30 maj 1959 kl 08:30 (CET) |           |                         |      | Istanbul |

| Söndag 31 maj 1959 kl 08:30 (CET) | Spanien | 71 – 42 (28-16) rapport | Iran | Istanbul |
| Söndag 31 maj 1959 kl 08:30 (CET) |         |                         |      | Istanbul |

### Spel om plats 12-14
| Plats | Nation      | Spelade | Vinster | Förluster | Mål       | Målskillnad | Poäng |
| ----- | ----------- | ------- | ------- | --------- | --------- | ----------- | ----- |
| 1     | Turkiet     | 2       | 2       | 0         | 116 – 110 | +6          | 4     |
| 2     | Finland     | 2       | 1       | 1         | 117 – 111 | +6          | 3     |
| 3     | Östtyskland | 2       | 0       | 2         | 102 – 114 | -12         | 2     |

| Fredag 29 maj 1959 kl 16:00 (CET) | Turkiet | 54 – 53 (31-29) rapport | Östtyskland | Istanbul |
| Fredag 29 maj 1959 kl 16:00 (CET) |         |                         |             | Istanbul |

| Lördag 30 maj 1959 kl 10:00 (CET) | Östtyskland | 49 – 60 (23-34) rapport | Finland | Istanbul |
| Lördag 30 maj 1959 kl 10:00 (CET) |             |                         |         | Istanbul |

| Söndag 31 maj 1959 kl 16:30 (CET) | Turkiet | 62 – 57 (27-22) rapport | Finland | Istanbul |
| Söndag 31 maj 1959 kl 16:30 (CET) |         |                         |         | Istanbul |

### Spel om plats 9-11
| Plats | Nation      | Spelade | Vinster | Förluster | Mål       | Målskillnad | Poäng |
| ----- | ----------- | ------- | ------- | --------- | --------- | ----------- | ----- |
| 1     | Jugoslavien | 2       | 2       | 0         | 150 – 130 | +20         | 4     |
| 2     | Italien     | 2       | 1       | 1         | 151 – 134 | +17         | 3     |
| 3     | Israel      | 2       | 0       | 2         | 110 – 147 | -37         | 2     |

| Fredag 29 maj 1959 kl 11:30 (CET) | Italien | 76 – 78 (29-36) rapport | Jugoslavien | Istanbul |
| Fredag 29 maj 1959 kl 11:30 (CET) |         |                         |             | Istanbul |

| Lördag 30 maj 1959 kl 11:30 (CET) | Jugoslavien | 72 – 54 (28-29) rapport | Israel | Istanbul |
| Lördag 30 maj 1959 kl 11:30 (CET) |             |                         |        | Istanbul |

| Söndag 31 maj 1959 kl 10:00 (CET) | Italien | 75 – 56 (34-33) rapport | Israel | Istanbul |
| Söndag 31 maj 1959 kl 10:00 (CET) |         |                         |        | Istanbul |

## Slutspelsgrupper
|  | Laget spelade om plats 1-4 |
|  | Laget spelade om plats 5-8 |

### Grupp E
| Plats | Nation    | Spelade | Vinster | Förluster | Mål       | Målskillnad | Poäng |
| ----- | --------- | ------- | ------- | --------- | --------- | ----------- | ----- |
| 1     | Sovjet    | 3       | 3       | 0         | 213 – 179 | +34         | 6     |
| 2     | Ungern    | 3       | 2       | 1         | 190 – 177 | +13         | 5     |
| 3     | Bulgarien | 3       | 1       | 2         | 181 – 190 | -9          | 4     |
| 4     | Polen     | 3       | 0       | 3         | 172 – 210 | -38         | 3     |

| Onsdag 27 maj 1959 kl 16:00 (CET) | Sovjet | 78 – 59 (28-23) rapport | Polen | Istanbul |
| Onsdag 27 maj 1959 kl 16:00 (CET) |        |                         |       | Istanbul |

| Onsdag 27 maj 1959 kl 20:30 (CET) | Bulgarien | 52 – 67 (22-33) rapport | Ungern | Istanbul |
| Onsdag 27 maj 1959 kl 20:30 (CET) |           |                         |        | Istanbul |

| Torsdag 28 maj 1959 kl 17:30 (CET) | Ungern | 63 – 56 (29-32) rapport | Polen | Istanbul |
| Torsdag 28 maj 1959 kl 17:30 (CET) |        |                         |       | Istanbul |

| Torsdag 28 maj 1959 kl 20:30 (CET) | Sovjet | 66 – 60 (34-38) rapport | Bulgarien | Istanbul |
| Torsdag 28 maj 1959 kl 20:30 (CET) |        |                         |           | Istanbul |

| Fredag 29 maj 1959 kl 17:30 (CET) | Bulgarien | 69 – 57 (33-29) rapport | Polen | Istanbul |
| Fredag 29 maj 1959 kl 17:30 (CET) |           |                         |       | Istanbul |

| Fredag 29 maj 1959 kl 20:30 (CET) | Ungern | 60 – 69 (27-36) rapport | Sovjet | Istanbul |
| Fredag 29 maj 1959 kl 20:30 (CET) |        |                         |        | Istanbul |

### Grupp F
| Plats | Nation          | Spelade | Vinster | Förluster | Mål       | Målskillnad | Poäng |
| ----- | --------------- | ------- | ------- | --------- | --------- | ----------- | ----- |
| 1     | Frankrike       | 3       | 3       | 0         | 179 – 164 | +15         | 6     |
| 2     | Tjeckoslovakien | 3       | 2       | 1         | 191 – 160 | +31         | 5     |
| 3     | Belgien         | 3       | 1       | 2         | 191 – 218 | -27         | 4     |
| 4     | Rumänien        | 3       | 0       | 3         | 187 – 206 | -19         | 3     |

| Onsdag 27 maj 1959 kl 10:00 (CET) | Tjeckoslovakien | 76 – 49 (45-31) rapport | Belgien | Istanbul |
| Onsdag 27 maj 1959 kl 10:00 (CET) |                 |                         |         | Istanbul |

| Onsdag 27 maj 1959 kl 19:00 (CET) | Rumänien | 52 – 61 (26-29) rapport | Frankrike | Istanbul |
| Onsdag 27 maj 1959 kl 19:00 (CET) |          |                         |           | Istanbul |

| Torsdag 28 maj 1959 kl 16:00 (CET) | Belgien | 63 – 66 (23-36) rapport | Frankrike | Istanbul |
| Torsdag 28 maj 1959 kl 16:00 (CET) |         |                         |           | Istanbul |

| Torsdag 28 maj 1959 kl 19:00 (CET) | Rumänien | 59 – 66 (33-31) rapport | Tjeckoslovakien | Istanbul |
| Torsdag 28 maj 1959 kl 19:00 (CET) |          |                         |                 | Istanbul |

| Fredag 29 maj 1959 kl 10:00 (CET) | Rumänien | 76 – 79 (30-39) (Förlängning: 6-9) rapport | Belgien | Istanbul |
| Fredag 29 maj 1959 kl 10:00 (CET) |          |                                            |         | Istanbul |

| Fredag 29 maj 1959 kl 19:00 (CET) | Frankrike | 52 – 49 (20-26) rapport | Tjeckoslovakien | Istanbul |
| Fredag 29 maj 1959 kl 19:00 (CET) |           |                         |                 | Istanbul |

### Spel om plats 5-8
| Plats | Nation    | Spelade | Vinster | Förluster | Mål       | Målskillnad | Poäng |
| ----- | --------- | ------- | ------- | --------- | --------- | ----------- | ----- |
| 1     | Bulgarien | 3       | 3       | 0         | 194 – 158 | +36         | 6     |
| 2     | Polen     | 3       | 2       | 1         | 198 – 203 | -5          | 5     |
| 3     | Belgien   | 3       | 1       | 2         | 196 – 222 | -26         | 4     |
| 4     | Rumänien  | 3       | 0       | 3         | 194 – 199 | -5          | 3     |

| Lördag 30 maj 1959 kl 16:00 (CET) | Bulgarien | 53 – 52 (24-28) rapport | Rumänien | Istanbul |
| Lördag 30 maj 1959 kl 16:00 (CET) |           |                         |          | Istanbul |

| Lördag 30 maj 1959 kl 17:30 (CET) | Polen | 74 – 68 (37-31) rapport | Belgien | Istanbul |
| Lördag 30 maj 1959 kl 17:30 (CET) |       |                         |         | Istanbul |

| Söndag 31 maj 1959 kl 11:30 (CET) | Polen | 67 – 66 (35-34) rapport | Rumänien | Istanbul |
| Söndag 31 maj 1959 kl 11:30 (CET) |       |                         |          | Istanbul |

| Söndag 31 maj 1959 kl 15:00 (CET) | Bulgarien | 72 – 49 (34-31) rapport | Belgien | Istanbul |
| Söndag 31 maj 1959 kl 15:00 (CET) |           |                         |         | Istanbul |

### Finalgrupp
|  | Laget tog guld                |
|  | Laget tog silver              |
|  | Laget tog brons               |
|  | Lagen slöt på plats 4:e plats |

| Plats | Nation          | Spelade | Vinster | Förluster | Mål       | Målskillnad | Poäng |
| --- | --------------- | ------- | ------- | --------- | --------- | ----------- | ----- |
| 1 | Sovjet          | 3       | 3       | 0         | 240 – 204 | +36         | 6     |
| 2 | Tjeckoslovakien | 3       | 1       | 2         | 192 – 196 | -4          | 4     |
| 3 | Frankrike       | 3       | 1       | 2         | 184 – 199 | -15         | 4     |
| 4 | Ungern          | 3       | 1       | 2         | 183 – 200 | -17         | 4     |
| Inbördes möten avgör placering när tre lag hamnar på samma poäng Frankrike besegrade Tjeckoslovakien med 52-49 (+3 poäng, i Grupp F), Ungern besegrade Frankrike med 62-60 (+2 poäng) och Tjeckoslovakien besegrade Ungern med 71-61 (+10 poäng), vilket gjorde att Tjeckoslovakien fick +7, Frankrike +1 och Ungern -8 i inbördes möten |                 |         |         |           |           |             |       |

| Lördag 30 maj 1959 kl 19:00 (CET) | Frankrike | 60 – 62 (24-36) rapport | Ungern | Istanbul |
| Lördag 30 maj 1959 kl 19:00 (CET) |           |                         |        | Istanbul |

| Lördag 30 maj 1959 kl 20:30 (CET) | Sovjet | 83 – 72 (40-38) rapport | Tjeckoslovakien | Istanbul |
| Lördag 30 maj 1959 kl 20:30 (CET) |        |                         |                 | Istanbul |

| Söndag 31 maj 1959 kl 18:00 (CET) | Ungern | 61 – 71 (21-32) rapport | Tjeckoslovakien | Istanbul |
| Söndag 31 maj 1959 kl 18:00 (CET) |        |                         |                 | Istanbul |

| Söndag 31 maj 1959 kl 19:45 (CET) | Sovjet | 88 – 72 (37-30) rapport | Frankrike | Istanbul |
| Söndag 31 maj 1959 kl 19:45 (CET) |        |                         |           | Istanbul |

| Europamästare: Sovjets femte EM-titel |

## Slutställning
| 1  | Sovjetunionen   |
| 2  | Tjeckoslovakien |
| 3  | Frankrike       |
| 4  | Ungern          |
| 5  | Bulgarien       |
| 6  | Polen           |
| 7  | Belgien         |
| 8  | Rumänien        |
| 9  | Jugoslavien     |
| 10 | Italien         |
| 11 | Israel          |
| 12 | Turkiet         |
| 13 | Finland         |
| 14 | Östtyskland     |
| 15 | Spanien         |
| 16 | Österrike       |
| 17 | Iran            |